# Себастијан Ларсон
Бенгт Улф Себастијан Ларсон (швед. Bengt Ulf Sebastian Larsson; 6. јун 1985) бивши је шведски фудбалер који је играо на позицији везног играча.
Ларсон је каријеру започео у омладинским тимовима домаћих клубова Ескилстуна и ИФК Ескилстуна док је од 2001. до 2004. играо у јуниорима Арсенала. У сениорском саставу Арсенала остварио је само три наступа и сезону 2006/07. провео је на позајмици у Бирмингем ситију. Истакао се у клубу својим партијама, Бирмингем је откупио његов уговор од Арсенала у лето 2007. године. Себастијан Ларсон је са клубом испао из Премијер лиге у сезони 2010/11. Након пет година и истека уговора, Ларсон је 1. јула 2011. отишао у Сандерленд. У јулу 2017. Швеђанин је напустио „Црне мачке” и прешао у Хал Сити.